# Śląska Jesień Gitarowa

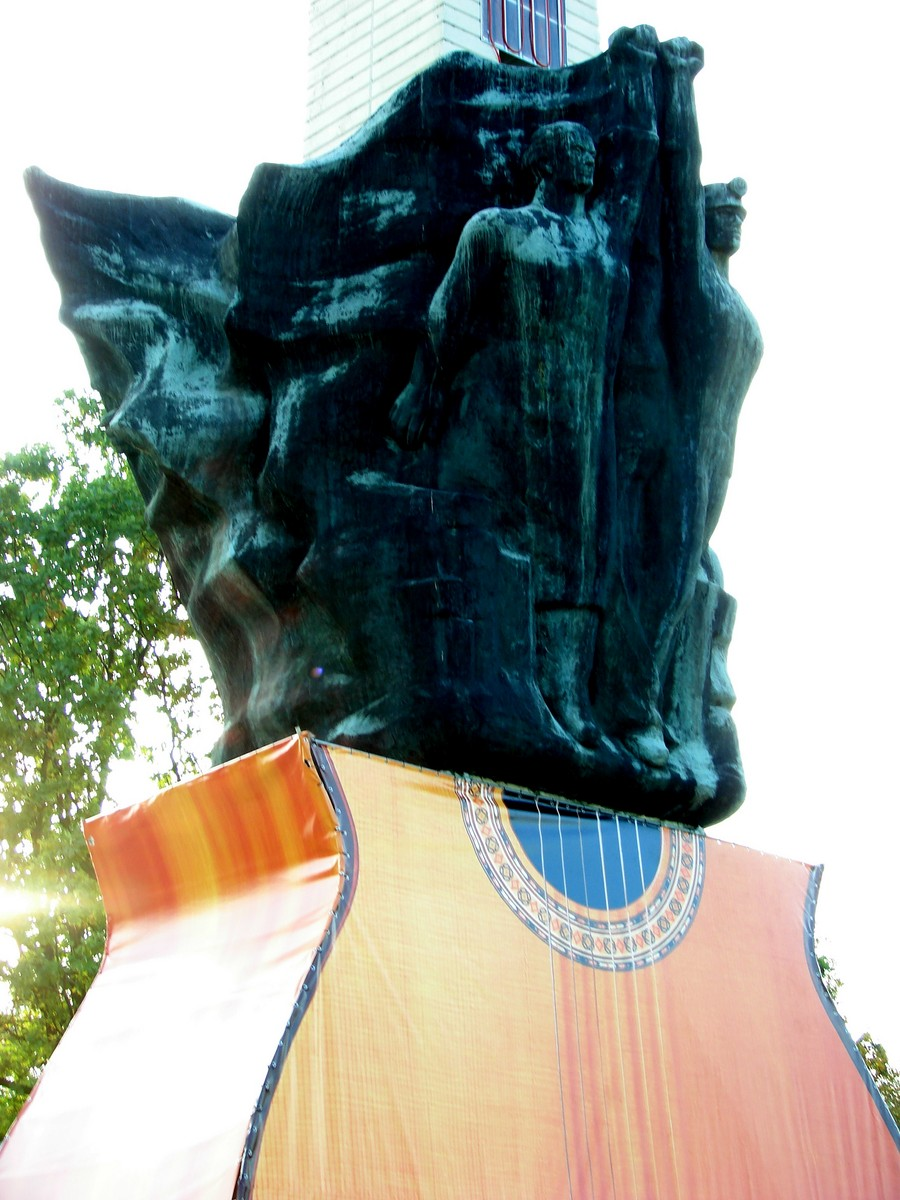
Pomnik Walki i Pracy na czas XIII Śląskiej Jesieni Gitarowej zamieniony został w gitarę

Śląska Jesień Gitarowa – festiwal muzyki gitarowej, odbywający się co dwa lata w Tychach. Pierwsza edycja miała miejsce w 1986. Pomysłodawcą festiwalu był Józef Powroźniak, rektor Akademii Muzycznej w Katowicach.
W programie festiwalu znajdują się recitale światowej klasy gitarzystów, koncerty gitarowe z towarzyszeniem orkiestry, konkurs gitarowy im. Jana Edmunda Jurkowskiego oraz towarzyszące wydarzeniu wystawy i sprzedaż sprzętu i wydawnictw. Imprezy festiwalowe odbywają się m.in. w Teatrze Małym i tyskiej Szkole Muzycznej.

## Historia
Pierwsza edycja miała miejsce w dniach 2–9.10.1986 roku. Regulamin konkursu zakładał wykonanie w pierwszym etapie jednego z dwu utworów kompozytorów polskich XIX wieku: E. Horeckiego – Wariacje z introdukcją kodą A-dur op. 22 i J.N. Bobrowicza – Wielkie wariacje na temat Mozarta op. 6 oraz dwudziestominutowego programu dowolnego. W drugim etapie należało wykonać wybrany przez siebie koncert na gitarę z orkiestrą spośród podanych: J. Rodrigo, Concierto de Aranjuez; M. Castelnuovo-Tedesco, Koncert D-dur op. 99; H. Villa-Lobos, Koncert e-moll; M. Giuliani, Koncert A-dur op. 30 lub op. 36. W przesłuchaniach drugiego etapu solistom towarzyszyła Warszawska Orkiestra Kameralna pod dyrekcją Mirosława Ławrynowicza. Podczas festiwalu wystąpiła również Orkiestra Państwowej Filharmonii Śląskiej pod dyrekcją Karola Stryi, Państwowa Orkiestra Symfoniczna Filharmonia Górnicza z Zabrza pod dyrekcją Józefa Klimanka, Śląska Orkiestra Kameralna pod dyrekcją Jana Wincentego Hawela wraz z solistą Costasem Cotsiolisem z Grecji dokonała prawykonania Concierto Antillano Ernesto Cordero.
Pierwszą nagrodę zdobyła Nicola Hall z Wielkiej Brytanií, drugą József Eőtvős z Węgier, trzecią Tomasz Spaliński – z klasy Jana Edmunda Jurkowskiego. Wyróżnienia zdobyli: Jacek Dulikowski z Łodzi, Krzysztof Lal z klasy Jana Edmunda Jurkowskiego i Krzysztof Pełech z Wrocławia. Po wysłuchaniu 21 uczestników konkursu o przyznanych nagrodach decydowało międzynarodowe jury pod przewodnictwem László Szendrey-Karpera w składzie: I. Acosta z Kuby, V Bláha z Czechosłowacji, C. Cooper i G. Crosskey z Wielkiej Brytanii, C. Cotsiolis z Grecji, F. Fodor i P. Tornai z Węgier, M. Borkowski, J.E. Jurkowski, A. Kowalczyk i J.Paterek z Polski, M. Orphee z USA, S. Prunnbauer z RFN.
Podczas festiwalu wystąpili: Jerzy Koenig, Wanda Palacz, Leszek Potasiński, Andrzej Mokry, Jacek Wyszomirski i Dariusz Domański z Polski, Ildefonso Acosta z Kuby, Wulfin Lieske i Sonja Prunbauer z RFN, László Szendrey-Karper, Karola Agai, Peter Tornai, Ferencz Fodor, József Papp i Anna Kertesz z Węgier, Costas Cotsiolis z Grecji, Vladislav Bláha z Czechosłowacji, Gregory Newton z USA, Monika Rost z NRD.
Festiwalowi towarzyszyła ogólnopolska wystawa Muzyka w malarstwie. Z nadesłanych 72 prac jury pod przewodnictwem Jerzego Dudy-Gracza przyznało pierwszą nagrodę za zestaw prac Kazimierzowi Śramkiewiczowi z Gdańska. Podczas festiwalu miał również miejsce wykład zatytułowany Światowa twórczość gitarowa, który wygłosił redaktor czasopisma „Soundboard” – Matanya Ophee.
Druga edycja festiwalu odbyła się w dniach 1–9.10.1988 roku. Wśród obowiązkowych utworów do wyboru w pierwszym etapie konkursu znalazły się Wielkie wariacje A-dur op. 16 F. Horeckiego, Wie1ki polonez A-dur op.24 J.N. Bobrowicza oraz Wariacje g-moll i a-moll M.Wysockiego na tematy rosyjskich pieśni ludowych. W przesłuchaniach wzięło udział 29 uczestników z Brazylii, Bułgarii, Kuby, Francji, Grecji, NRD, Polski, RFN, ZSRR, a występy oceniało międzynarodowe jury w składzie: A.Kowalczyk – przewodniczący, C.Cotsiolis z Grecji – wiceprzewodniczący, V.B1áha z Czechosłowacji, C.Cooper z Wielkiej Brytanii, F.Fodor z Węgier, A.Frauchi z ZSRR, J.E.Jurkowski, J.Paterek z Polski, M. Orphee z USA, W Pauli z NRD, J. Sommermeier, S. Prunnbauer i P. Päffgen z RFN, A. Rodriguez z Kuby, rolę sekretarza jury sprawowała M. Nowosielska z Polski. W drugim etapie należało wykonać jeden z dwóch podanych do wyboru koncertów na gitarę z orkiestrą: J. Rodrigo – Concierto de Aranjuez i M. Giuliani – Koncert A-dur op. 36. W przesłuchaniach konkursowych drugiego etapu towarzyszyła solistom Śląska Orkiestra Kameralna pod dyrekcją Jana Wincentego Hawela.
Laureatami konkursu zostali: I nagroda – Georgi Vassiliev z Bułgarii, II – Mitsalas Thanos z Grecji i III – Andrzej Wilkus z Katowic; wyróżnienia otrzymali: Jorge Zamora i Gerardo Perez z Kuby oraz Stanisława Bardina z ZSRR. Ponadto jury wyróżniło katowickich młodych gitarzystów: Mirosława Franczaka za interpretację Walców poetyckich E. Granadosa oraz Tadeusza Spyrę za naj1epszą interpretację utworu polskiego kompozytora.
Po raz pierwszy odbył się również konkurs kompozytorski na utwór i wykonanie wariacji lub fantazji na gitarę solo na temat polskiej pieśni ludowej Wierzba. Zgłoszone zostały do przesłuchania przez jurorów dwie kompozycje; nie przyznano pierwszej nagrody, drugą otrzymał Franciszek Wieczorek, a wyróżnienie Andrzej Balusz. W następnych edycjach konkurs ten nie był ogłaszany.
Podobnie jak poprzednio festiwalowi towarzyszyła wystawa Muzyka w malarstwie. Nadesłano 94 prace, a jury pod przewodnictwem prof. Ignacego Trybowskiego I nagrodę przyznało katowiczaninowi Waldemarowi Stachowi za pracę Bez tytułu. Referat zatytułowany Życie i twórczość Aleksandra Iwanowa Kramskiego wygłosiła jego córka Natalia Iwanowna Kramskaja, a Christina i Werner Pauli poprowadzili wykład Improwizacja muzyczna. Wzorem poprzedniej edycji w festiwalu wzięły udział cztery orkiestry. Obok Śląskiej Orkiestry Kameralnej towarzyszącej solistom w II etapie konkursu, w dniu inaugurującym festiwal (210.1988 roku) wystąpiła Orkiestra Państwowej Filharmonii Śląskiej pod dyrekcją Karola Stryi, a w Katowicach W0SPRiTV pod dyrekcją Tadeusza Wicherka wykonała wraz z solistką Nicolą Hall – Concierto de Aranjuez J. Rodrigo. 6.10.1988 roku József Eőtvős wykonał Koncert A-dur op. 36 M. Giulaniego z towarzyszeniem Orkiestry Symfonicznej Filharmonii Górniczej z Zabrza pod dyrekcją Józefa Klimanka. Podczas tego muzycznego wieczoru w Teatrze Małym w Tychach w roli solistki wystąpiła również Beata Będkowska, wykonując Koncert Śląski Czesława Grabowskiego. Wśród artystów występujących w wieczornych recitalach solowych znaleźli się: Roberto Aussel solo oraz w duecie z Delią Estradą z Argentyny, Nicola Hall z Wielkiej Brytanii, Stepan Rak, Vladislav Bláha z Czechosłowacji, Costas Cotsiolis z Grecji, Krzysztof Pełech, Wanda Palacz, Tomasz Spaliński, Jerzy Koenig, Jacek Dulikowski z Polski, Maria Livia Sao Marcos z Brazylii, Sonja Prunnbauer, Thomas Müller – Pering z RFN, duet gitarowy Ferencz Fodor i Peter Tornai oraz József Eőtvős z Węgier, Anatoli Shevcenko, Alexander Frauchi, a także duet gitarowy Sergej Orekhow (gitara 7-strunowa) i Aleksej Perfilow z ZSRR, Aldo Rodriguez z Kuby, Deborah Mariotti ze Szwajcarii.
Śmierć Jana Edmunda Jurkowskiego nie przerwała jego festiwalowego dzieła. Podczas przygotowań do trzeciej edycji w 1989 roku, na prośbę Jana Kulbickiego, kierownictwo artystyczne festiwalu objęła Alina Gruszka. Doceniając zasługi zmarłego inicjatora i dyrektora artystycznego I i II „Śląskiej Jesieni Gitarowej” – jury podczas trzeciej edycji festiwalu postanowiło nadać konkursowi imię Jana Edmunda Jurkowskiego. Jednocześnie wprowadzono zmiany w przebiegu konkursu, który przekształcono w trzyetapowy z sumującą się punktacją ze wszystkich etapów.
Do chwili obecnej odbyło się 18 edycji festiwalu. Odpowiedzialność za organizację festiwalu przejmowali kolejni dyrektorzy. Funkcję tę pełnił dyrektor Miejskiego Centrum Kultury w Tychach Wojciech Wieczorek, związany z festiwalem od jego II edycji jako dziennikarz – kierownik biura prasowego. Funkcję sekretarza pełniła Anna Majcherowicz, a w 12. edycji festiwalu obok nazwiska dyrektora artystycznego Aliny Gruszki pojawiły się nazwiska jej asystentów: Marka Nosala i Marcina Dylli. Z czasem dyrekcja Miejskiego Centrum Kultury w Tychach zmieniała się – funkcję tę piastowali po W. Wieczorku Paweł Drzewiecki, a obecnie Małgorzata Król, którzy wraz z zespołem wykwalifikowanych pracowników jednostki partnerowali oraz partnerują Dyrektorowi Artystycznemu Festiwalu, którym został Marek Nosal.
W 2024 roku środowisko gitarowe związane ze Śląską Jesienią Gitarową obiegła wiadomość o śmierci Romualda Jurkowskiego, syna Jana Edmunda Jurkowskiego, który przez wiele lat kontynuował dzieło ojca wspierając organizację Festiwalu oraz będąc stałym jego gościem.

## Zwycięzcy konkursu im. Jana Edmunda Jurkowskiego
- 1986 – Nicola Hall ( Anglia)
- 1988 – Georgi Wasiliew ( Bułgaria)
- 1990 – Aleksiej Zimakow ( ZSRR)
- 1992 – nie przyznano
- 1994 – Marcin Siatkowski ( Polska)
- 1996 – Marcin Dylla ( Polska)
- 1998 – Jan Skryhan ( Białoruś)
- 2000 – nie przyznano
- 2002 – Jeremy Jouve ( Francja)
- 2004 – Andras Csaki ( Węgry)
- 2006 – Gabriel Bianco ( Francja)[5]
- 2008 – Andrzej Olewiński ( Polska)
- 2010 – Xingye Li ( ChRL)
- 2012 – Florian Larousse ( Francja)
- 2014 – Kyuhee Park ( Korea Południowa)[1]
- 2016 – Marko Topchii ( Ukraina)[6]
- 2018 – Chia-Wei Lin ( Tajwan)[7]
- 2022 – Cassie Martin (Francja)[8]